# Герман фон Віцлебен (1892)
Герман Йоб Вільгельм фон Віцлебен (нім. Hermann Job Wilhelm von Witzleben; 19 березня 1892, Бад-Лангензальца — 27 серпня 1976, Мюнхен) — німецький офіцер, генерал-майор вермахту. Кавалер Німецького хреста в золоті.

## Біографія
Виходець із знатного тюринзького роду. Син генерал-майора Германа фон Віцлебена, двоюрідний брат генерал-фельдмаршала Ервіна фон Віцлебена.
15 жовтня 1911 року поступив на службу в Імперську армію. Учасник Першої світової війни. Після демобілізації армії залишений у рейхсвері. З 24 листопада 1938 по 15 грудня 1939 року — начальник генштабу 7-го армійського корпусу. З 8 січня по 25 липня 1940 року — командир курсу офіцерів генштабу. З 5 листопада 1940 по 15 грудня 1941 року — начальник генштабу 2-ї армії. 5 січня 1942 року відряджений у танкове училище. З 1 жовтня 1942 по 5 лютого 1943 року — німецький генерал при штабі угорської 2-ї армії. З 19 липня 1943 по 10 січня 1944 року — командир 243-ї піхотної дивізії, після чого вп'яте відправлений у резерв фюрера. 20 листопада 1944 року заарештований гестапо, оскільки Ервін фон Віцлебен брав участь у Липневій змові, проте згодом був звільнений. 31 грудня 1944 року звільнений у відставку.

## Звання
- Лейтенант (19 листопада 1912)
- Обер-лейтенант (22 березня 1918)
- Гауптман (1 квітня 1926)
- Майор (1 серпня 1933)
- Оберст-лейтенант (1 березня 1936)
- Оберст генштабу (1 серпня 1938)
- Генерал-майор (1 червня 1942)

## Нагороди
- Залізний хрест 2-го і 1-го класу
- Почесний хрест ветерана війни з мечами
- Медаль «За вислугу років у Вермахті» 4-го, 3-го, 2-го і 1-го класу (25 років)
- Застібка до Залізного хреста[2]
  - 2-го класу (20 вересня 1939)
  - 1-го класу (7 жовтня 1939)
- Німецький хрест в золоті (26 лютого 1942)[3]
- Орден «За заслуги перед Федеративною Республікою Німеччина», офіцерський хрест (1973)